# Mushpot Cave
 (juin 2020).
La Mushpot Cave est un tunnel de lave dans le comté de Siskiyou, en Californie, dans l'ouest des États-Unis. Protégée au sein du Lava Beds National Monument, elle a été aménagée en une grotte touristique par le National Park Service.